# 第81集団軍
第81集団軍（第81集团军，元第65集団軍）とは、中国人民解放軍陸軍の軍級部隊。中部戦区に所属する。

## 歴史
第65集団軍の前身は、国共内戦後半に編成された華北軍区第8縦隊である。創設後、平津戦役と西北部の解放に参加し、寧夏軍区を兼任した。
1951年、朝鮮戦争の第5次戦役に参加。
2017年に第81集団軍として結成。
軍部（司令部）は、河北省張家口にあるとされている。

## 歴代軍長
| 職名 | 氏名 | 階級 | 在任期間 | 出身校 | 前職 |
| ---- | ---- | ---- | -------- | ------ | ---- |
| 軍長 | 鄭勤 |      |          |        |      |

| 職名     | 氏名   | 階級 | 在任期間 | 出身校 | 前職 |
| -------- | ------ | ---- | -------- | ------ | ---- |
| 政治委員 | 高東璐 |      |          |        |      |